# گاوآهن (فیلم)
گاوآهن (اسپانیایی: Surcos‎) یک فیلم درام به کارگردانی خوزه آنتونیو نیبس کنده است که در سال ۱۹۵۱ منتشر شد.